# Крістіан Алексіс Борха
Крістіан Алексіс Борха (ісп. Cristian Borja, нар. 18 лютого 1993, Калі) — колумбійський футболіст, захисник клубу «Спортінг» (Лісабон).
Виступав, зокрема, за клуб «Кортулуа», а також олімпійську збірну Колумбії.

## Клубна кар'єра
У дорослому футболі дебютував 2015 року виступами за команду клубу «Кортулуа», в якій провів один сезон, взявши участь у 94 матчах чемпіонату. Більшість часу, проведеного у складі «Кортулуа», був основним гравцем захисту команди.
З 2016 на правах оренди виступав за клуб «Санта-Фе».
У 2017 повернувся до складу команди «Кортулуа».
З 2018 по 2019 Крістіан захищав кольори мексиканської команди «Толука». Влітку 2019 перейшов до португальського клубу «Спортінг» (Лісабон).

## Виступи за збірні
2016 року захищав кольори олімпійської збірної Колумбії. У складі цієї команди провів 4 матчі. У складі збірної — учасник футбольного турніру на Олімпійських іграх 2016 року у Ріо-де-Жанейро.
2016 року запрошений до лав національної збірної Колумбії. Дебютував за національну збірну лише у 2018 році.

## Приватне життя
1 червня 2018 на будинок Борхи напали бойовики; він не постраждав, але його колеги також футболісти Алехандро Пеньяранда був убитий, а Хейсен Іск'єрдо поранений.

## Титули і досягнення
- Чемпіон Колумбії (1):

«Санта-Фе»: 2016Ф
- Переможець Суперліги Колумбії (1):

«Санта-Фе»: 2017
- Володар Кубок Португалії (2):

«Спортінг»: 2018-19
«Брага»: 2020-21
- Володар Кубка португальської ліги (2):

«Спортінг»: 2020-21
«Брага»: 2023-24